# Анджело Паломбо
А́нджело Пало́мбо (італ. Angelo Palombo, * 25 вересня 1981, Ферентіно) — італійський футболіст, що грав на позиції півзахисника, зокрема за клуб «Сампдорія», а також у складі національної збірної Італії.

## Клубна кар'єра
Вихованець юнацьких команд футбольних клубів «Ферентіно», «Фано», «Віз Пезаро» та «Фіорентина».
У дорослому футболі дебютував 1997 року виступами за команду нижчолігового клубу «Урбанія», в якій провів один сезон, взявши участь у 33 матчах чемпіонату. Протягом 1998–1999 років захищав кольори команди клубу «Фано».
Своєю грою за останню команду привернув увагу представників тренерського штабу клубу «Фіорентина», до складу якого приєднався 1999 року. Відіграв за «фіалок» наступні три сезони своєї ігрової кар'єри. Два з них виступав лише за молодіжну команду клубу, в сезоні 2001-02 також провів 10 матчів за основну команду «Фіорентини» в Серії A.
До складу клубу «Сампдорія» приєднався 2002 року. Відразу став гравцем стартового складу, а згодом й ключовим гравцем середини поля команди. Незмінно захищав кольори «Сампдорії» до завершення професійної кар'єри у 2017 році, за виключенням першої половини 2012 року, яку провів в оренді в «Інтернаціонале». Загалом протягом п'ятнадцяти сезонів відіграв за генуезький клуб 459 матчів в усіх турнірах.

## Виступи за збірні
Протягом 2000–2004 років залучався до складу молодіжної збірної Італії. На молодіжному рівні зіграв у 33 офіційних матчах.
У складі олімпійської збірної був учасником літніх Олімпійських ігор 2004 року, на яких став бронзовим медалістом.
2006 року дебютував в офіційних матчах у складі національної збірної Італії. У складі збірної був учасником чемпіонату світу 2010 року у ПАР, в рамках якого, втім, жодного разу на поле не виходив.
Загалом протягом шести років провів у формі головної команди країни 22 матчі.
| Дата       | Місто     | Господарі  | Результат | Гості             | Турнір            | Голи | Примітки |
| ---------- | --------- | ---------- | --------- | ----------------- | ----------------- | ---- | -------- |
| 16/08/2006 | Ліворно   | Італія     | 0 – 2     | Хорватія          | товариський матч  | -    |          |
| 15/11/2006 | Бергамо   | Італія     | 1 – 1     | Туреччина         | товариський матч  | -    |          |
| 22/08/2007 | Будапешт  | Угорщина   | 3 – 1     | Італія            | товариський матч  | -    |          |
| 17/10/2007 | Сієна     | Італія     | 2 – 0     | ПАР               | товариський матч  | -    |          |
| 20/08/2008 | Ніцца     | Італія     | 2 – 2     | Австрія           | товариський матч  | -    |          |
| 10/09/2008 | Удіне     | Італія     | 2 – 0     | Грузія            | Відбір до ЧС 2010 | -    |          |
| 28/03/2009 | Подгориця | Чорногорія | 0 – 2     | Італія            | Відбір до ЧС 2010 | -    |          |
| 01/04/2009 | Барі      | Італія     | 1 – 1     | Ірландія          | Відбір до ЧС 2010 | -    |          |
| 06/06/2009 | Піза      | Італія     | 3 – 0     | Північна Ірландія | товариський матч  | -    |          |
| 10/06/2009 | Преторія  | Італія     | 4 – 3     | Нова Зеландія     | товариський матч  | -    |          |
| 12/08/2009 | Базель    | Швейцарія  | 0 – 0     | Італія            | товариський матч  | -    |          |
| 05/09/2009 | Тбілісі   | Грузія     | 0 – 2     | Італія            | Відбір до ЧС 2010 | -    |          |
| 10/10/2009 | Дублін    | Ірландія   | 2 – 2     | Італія            | Відбір до ЧС 2010 | -    |          |
| 14/11/2009 | Пескара   | Італія     | 0 – 0     | Нідерланди        | товариський матч  | -    |          |
| 18/11/2009 | Чезена    | Італія     | 1 – 0     | Швеція            | товариський матч  | -    |          |
| 03/06/2010 | Брюссель  | Італія     | 1 – 2     | Мексика           | товариський матч  | -    |          |
| 05/06/2010 | Женева    | Швейцарія  | 1 – 1     | Італія            | товариський матч  | -    |          |
| 10/08/2010 | Лондон    | Італія     | 0 – 1     | Кот-д'Івуар       | товариський матч  | -    |          |
| 03/09/2010 | Таллінн   | Естонія    | 1 – 2     | Італія            | Відбір до ЧЄ 2012 | -    |          |
| 07/09/2010 | Флоренція | Італія     | 5 – 0     | Фарерські острови | Відбір до ЧЄ 2012 | -    |          |
| 12/10/2010 | Генуя     | Італія     | 3 – 0     | Сербія            | Відбір до ЧЄ 2012 | -    |          |
| 07/06/2011 | Льєж      | Італія     | 0 – 2     | Ірландія          | товариський матч  | -    |          |
| Усього     |           | Матчів     | 22        |                   | Голів             | 0    |          |

## Титули і досягнення
- Чемпіон Європи серед молоді (1):

2004
- Бронзовий призер Олімпійських ігор (1):

2004